# Christian Dotremont
Pour les articles homonymes, voir Dotremont.
Christian Dotremont, né le 12 décembre 1922 à Tervuren en Belgique, et mort le 20 août 1979 à Buizingen, est un peintre et un poète belge, célèbre pour ses logogrammes.

## Biographie[1]
Christian Dotremont est né le 12 décembre 1922. Son père, Stanislas Dotremont (ou D’Otremont), dirige La Revue Latine (1920) et est par la suite à la tête de La Revue Internationale de Musique (1938) et de La Revue Internationale de Psycho-Pédagogie (1954). Il est également romancier, essayiste, dramaturge et poète. Quant à sa mère, elle travaille aux Éditions Degrelle et écrit des poèmes. Cet environnement a une influence sur Christian Dotremont qui commence à écrire très jeune. C’est d’ailleurs à l’âge de treize ans que son poème Le printemps est publié dans Le Petit Vingtième.
À la séparation de ses parents, dans les années 1930, Christian Dotremont, dont les parents sont de tradition catholique, fréquente divers pensionnats et se retrouve, après avoir été expulsé du collège pour indiscipline, chez les Jésuites à Liège. Ses premiers cours de dessin, à l’Académie de Louvain (en 1937), et ses premières lectures datent de cette époque. Il lit Baudelaire, Rimbaud, Paul Éluard, etc. De nouveau expulsé, il séjourne quelque temps chez son père, à Bruxelles.
En 1940, à 18 ans, il découvre la revue surréaliste L’invention collective éditée par Raoul Ubac et René Magritte dans la vitrine de la librairie de La Licorne, rue de la Madeleine, à Bruxelles. Il décide alors d’envoyer son poème Ancienne Éternité au comité de rédaction et obtient une réponse enthousiaste. C’est le premier contact avec le surréalisme.
À ce moment-là, Christian Dotremont s’intéresse particulièrement à l’œuvre de René Magritte. Ce qui le fascine, c’est le rapport mot-chose-image et l’ambiguïté sur laquelle Magritte joue avec ces trois concepts. Christian Dotremont trouve cela très intéressant, mais il souhaite aller plus loin dans la recherche artistique, dans l’expérimentation. Dès le départ, il est attiré par les mots et surtout par leur dimension matérielle. En effet, pour lui, les mots ne servent pas seulement à représenter des choses ou leur signification mais ils ont une réalité propre.
Cependant, il entre dans le mouvement surréaliste à un moment particulier. En effet, plusieurs surréalistes, dont André Breton, ont quitté la France après la débâcle de 1940 où l’armée française cède face à l’invasion allemande. Christian Dotremont arrive d’ailleurs à Paris un mois seulement après le départ de Breton pour les États-Unis, en mars 1941. Le surréalisme s’en trouve affaibli, du fait notamment qu’il existait déjà avant la guerre des désaccords dans le groupe autour de l’adhésion d’Aragon au Parti Communiste, et des hésitations d’Éluard par exemple.
C’est alors que le groupe retrouve un nouveau souffle, grâce à une génération plus jeune qui prend la relève. Elle est soutenue par ceux qui ont choisi de rester et parmi lesquels on compte Éluard et Picasso. Mais également par d’autres qui viennent d’ailleurs, dont on peut citer Ubac et Dotremont.
Christian Dotremont a participé à deux revues qui ont maintenu la flamme surréaliste pendant la guerre, L’invention collective, (dont seulement deux numéros paraissent) précédemment citée et La Main à Plume qui paraît de 1941 à 1944. Cette dernière, dont l’intitulé est un hommage à Rimbaud, a pour but de protéger et de développer l’héritage d’André Breton, théoricien du surréalisme. Elle fut mise en place afin de souder les « nouveaux » membres du groupe surréaliste.
Dans le premier numéro de La Main à Plume, on retrouve le manifeste du groupe surréaliste nouvellement formé. Écrit par Jean-François Chabrun, ce manifeste « a à la fois pour enjeu de situer le groupe vis-à-vis de ceux qui sont partis (« si tu peux rester, reste ») et d’affirmer un effet générationnel sur le mode de : « nous représentons la relève ».
En avril 1941 Christian Dotremont arrive à Paris où il rencontre Paul Éluard. Ce dernier le conduit alors dans l’atelier de Picasso. C’est dans ce lieu qu’il se rend compte que les deux artistes travaillent en collaboration pour aboutir à une œuvre commune. Cette façon de travailler, en mélangeant les disciplines, intéresse grandement Christian Dotremont. Il côtoie des écrivains tels que Jean Cocteau, des artistes surréalistes et voit beaucoup de peintures et sculptures d’André Breton. En dehors de cela, il continue à écrire des poèmes tels que La Reine des murs, Noués comme une cravate, etc.
Deux ans plus tard, en 1943, Christian Dotremont rentre en Belgique. Il écrit toujours ; il publie des essais sur le langage et effectue des Recherches sur les mots-gigognes esquissées dès Lettres d’amour,. Cette même année, il fonde les Éditions du serpent de mer avec lesquelles il entreprend une publication : L’homme à naître qui comprendra trois volumes.
C’est également à cette époque (juillet 1944) qu’il épouse Ai-Li Mian, une jeune Eurasienne. La Chine l’intéresse beaucoup et il publie la même année deux poèmes : Le Matin et L’Avant-Matin. Dans une de ses lettres à Paul Bourgoignie, poète belge, il écrit à propos d’Ai-Li : « Elle a apporté à Cobra une contribution énorme, on peut dire que dans une large mesure elle a aussi financé Cobra ». Ce mariage ne dure pas et quelques années plus tard, ils se séparent.
En 1944, la question de l’engagement politique du mouvement surréaliste, présente dès ses débuts, devient une obsession et provoque la scission du groupe. À Bruxelles, en 1946, il fonde, avec Jean Seeger, la revue surréaliste Les Deux Sœurs qui ne compte que trois numéros. Dans le dernier numéro (paru en mai 1947), on trouve un texte manifestaire et théorique de Christian Dotremont intitulé Le surréalisme révolutionnaire. Ce texte fondamental jette les bases du nouveau mouvement du même nom dont le manifeste est Pas de quartiers dans la révolution ! Celui-ci date du 7 juin 1947 (même s’il fut signé le 17 mai) et est rédigé par Christian Dotremont et Jean Seeger.
De retour à Paris, « ville à la fois lumière et fumière. Je suis, moi [Christian Dotremont], dans une île excessivement grande où le surréalisme tourne comme du lait. En fera-t-on du fromage pour les grandes dames de l’aristocratie ? ». Christian Dotremont s’éloigne donc peu à peu du mouvement surréaliste de Breton. C’est précisément en 1947 que le déclic se produit. En effet, cette année-là, Henri Lefèbvre, sociologue et philosophe français, publie la Critique de la vie quotidienne. Dans cet ouvrage, il désire que les Hommes retrouvent leur joie d’être, leur spontanéité, leurs désirs essentiels, choses qui sont effacées par la société capitaliste et bourgeoise. Cette lecture est très marquante pour Christian Dotremont car cela l’éloigne encore plus du surréalisme parisien. En effet, celui-ci tombe dans la théorisation, l’imposition de règles, ce que Christian Dotremont critiquait.
C’est de cette manière qu’en 1947 Christian Dotremont décide de fonder, avec Paul Bourgoignie et Jean Seeger, le mouvement surréaliste révolutionnaire. Celui-ci s’internationalise ensuite avec un groupe surréaliste révolutionnaire français qui fut fondé à la suite du tract La cause est entendue (1er juillet 1947) rédigé par le groupe des surréalistes révolutionnaires belges et dans lequel ils rompaient toutes relations avec le surréalisme de Breton. Ce groupe français, réuni autour de Noël Arnaud, Edouard Jaguer et René Passeron, ne dure pas très longtemps (autodissolution le 10 avril 1948).
En 1948, il met en place une revue, Le Surréalisme révolutionnaire, qui ne compte qu’un seul numéro. Dans celui-ci, on retrouve un texte de lui où la phrase « il ne faut rien céder à la réalité » apparaît. Cette phrase montre clairement que Christian Dotremont reste fidèle à la surréalité tout en indiquant qu’il faut lutter. Cette lutte réclame un engagement politique qui avait abouti pour Christian Dotremont à son adhésion au Parti Communiste belge, en 1947. Dans le surréalisme révolutionnaire, on retrouve donc ces deux dimensions mises ensemble : la surréalité et la révolution.
À propos de cette dimension révolutionnaire, il confie à Bourgoignie : « je crois qu'un révolutionnaire doit à la fois s'installer et ne pas s'installer, avoir un foyer et ne pas avoir de coquille ». Il lui ajoute : « quant à moi, il me serait impossible de me sentir fixé dans un intérieur. J'ai besoin de pouvoir à tout moment partir ». Il appelle lui-même ce sentiment : « l'anti-nid ». « Encore un nid est-il fait pour s'en envoler... ».
En 1948, il crée également le Bulletin International du Surréalisme révolutionnaire qui n’a, comme pour la revue, qu’un seul numéro en raison de difficultés financières. D’autres difficultés font surface pour ce nouveau mouvement. En effet, Christian Dotremont a l’impression désagréable que le groupe n’est plus, si lui ne fait rien : « les s. r. belges ont pris la mauvaise habitude de tout attendre de moi ».
Le Parti Communiste engendre également des problèmes car Magritte, Nougé et Mariën ont mis en œuvre une « manœuvre machiavélique », selon les termes de Christian Dotremont. Cette manœuvre consisterait à se rapprocher du Parti Communiste dans le seul but de faire « couler définitivement le surréalisme-révolutionnaire ». Il demande donc à Bourgoignie d’aller voir Antonia Grégoire, responsable nationale du Parti Communiste, « sans avoir l’air de rien, à moins de lui expliquer carrément la situation ». Pour lui, le Parti Communiste commettrait une grande erreur en s’associant au surréalisme de Magritte, Nougé et Mariën. Il souhaite donc montrer au Parti « ce que nous sommes et que nous sommes assez puissants ».
Le groupe des surréalistes révolutionnaires belges se maintient dans le mouvement CoBrA jusqu’en 1949. Toujours en 1948, Christian Dotremont réalise, avec Asger Jorn, les premières peintures-mots et dessins-mots spontanés. Il rencontra ce peintre danois cette même année lors d’une réunion à l’Horloge et, de là, une profonde amitié les lièrent jusqu’à la mort de Jorn en 1973. Christian Dotremont relate d’ailleurs l’annonce de sa mort dans une de ses lettres à Jacques Calonne :
« Oui, l’atroce nouvelle. Nous voilà beaucoup plus seuls. […] J’ai appris sa mort il y a quelques jours. Il y avait beaucoup de courrier à la poste. […] enfin j’ai ouvert l’enveloppe portant le nom de Mogens Balle, il n’y avait que des extraits de journaux danois, un titre m’a sauté aux yeux : « Asger Jorn dód » et j’ai éclaté en sanglots. […] Jorn est mort sans souffrir, il venait de boire du vin, avait parlé une vingtaine de minutes, s’était endormi, il est mort dans ce sommeil. […] Tu le penses bien, cette nouvelle de la mort de Jorn, abîme ce séjour, ce voyage [à Ivalo]. Mais il faut continuer à vivre et travailler. Travailler d’autant plus qu’il est mort, l’art de Cobra doit continuer à se développer encore ».
Quelque temps après les premières peintures-mots de Dotremont et Jorn, trois Hollandais débarquent à Bruxelles, au fameux 10 rue de la Paille. Il s’agit de Constant, Appel et Corneille. Ils continuent alors ensemble l’expérimentation des peintures-mots. Leurs discussions leur font réaliser qu’ils ont une vision commune de l’art. On y retrouve : « le matérialisme dialectique, l'art expérimental, l’activité véritablement collective, le ras-le-bol de la théorie et du parlementarisme » ainsi qu’un «« désir de profond renouvellement de la culture, un grand désir d'anti-culture, d'art antiartistique ».
C’est lors de la Conférence Internationale du Centre de Documentation sur l’Art d’Avant-garde organisée par l’ancien groupe des surréalistes révolutionnaires français début novembre 1948 à Paris que le mouvement CoBrA se met en place. Sont présents à cette occasion Dotremont et Noiret (pour la Belgique), Jorn (pour le Danemark), Constant, Corneille et Appel (pour les Pays-Bas). La conférence tourne mal car on assiste à un véritable règlement de comptes entre le groupe français et le groupe belge du mouvement surréalisme révolutionnaire. « Dotremont est persuadé que les Français ne l'ont organisée que pour mettre fin au mouvement surréaliste révolutionnaire dans son ensemble et faire son procès ».
À la suite de cela, les groupes belge, hollandais et danois quittent la conférence, le 8 novembre 1948. Dans le café Notre-Dame que nos six protagonistes signent un texte de Christian Dotremont intitulé La cause était entendue (en référence au tract La cause est entendue) et qui donne naissance au mouvement baptisé CoBrA (acronyme de Copenhague, Bruxelles et Amsterdam), du nom des trois villes d’où viennent ces artistes. La particularité de ce mouvement est qu’il possède un manifeste anti-théorique.
Entre 1949 et 1951, toute l’activité de Christian Dotremont tourne autour du mouvement CoBrA : organisations d’expositions, expérimentations (peintures-mots, œuvres collectives, etc.), coordination des activités du groupe et des publications. Il est rédacteur en chef des numéro 2 et 3 de la revue Cobra. Avec Pierre Alechinsky, il rédige Le Petit Cobra. En mars 1949, a lieu la deuxième exposition CoBrA au deuxième étage de l'ancien Palais des beaux-arts de Liège. Elle s’intitule La Fin et les moyens. C’est là que Christian Dotremont rencontre Pierre Alechinsky au contact duquel il se découvre peintre.
Le mouvement CoBrA s’achève en 1951 bien que Christian Dotremont continue à le faire vivre.
« À la fin de Cobra, en novembre 1951, j’étais tout à fait fichu à tous points de vue, physiquement, psychologiquement (on ne se doute pas de ce que c’est, d’assumer, psychologiquement aussi, un tel mouvement, de l’inspirer, de le relancer sans cesse) et économiquement. Et ça continue, plus ou moins, selon les moments. C’est toujours moi qui dois prendre les initiatives pour la vérité de Cobra, qui dois lutter contre les falsifications, et mon rôle d’inspirateur, d’expérimentateur, d’organisateur est toujours sous-estimé pendant que tant d’autres ont la part du succès, du succès d’un mouvement – devenu pour beaucoup une bonne marque – qui sans moi n’existerait pas. Ce n’est pas une question de sacrifice, mais de nécessité : il fallait, il faut que quelqu’un soit Cobra dans son authenticité, sans calculs personnels, avec une ambition non égoïste ».
Christian Dotremont a dû rompre toute relation avec Alechinsky 1964. Ils se réconcilièrent tout de même par la suite. Selon lui, « Alechinsky est un des principaux falsificateurs de Cobra ». Il ajoute : « mon rôle est sous-estimé, ainsi aussi Cobra est faussé. Par contre, le rôle d’Alechinsky, notamment, est surestimé ».
« Je suis à peu près seul, encore, à comprendre l’importance historique du phénomène surréaliste révolutionnaire et du phénomène Cobra. En tout cas, seul à lutter ».
En 1951, il est atteint de la tuberculose, tout comme son ami Jorn. Ces événements mirent fin au mouvement CoBrA, la même année. Cette maladie, qu’il surnomme « la catastrophe », change profondément sa vision des choses. Dans son livre autobiographique La Pierre et l’Oreiller (1955), qui est son unique roman, Christian Dotremont y décrit le moment de l’annonce de sa maladie :
« Je ne regardais pas encore dans les yeux le mot de la chose, qui est un mot qui dit bien ce qu’il veut dire. On n’emploie le mot qui colle à une chose que quand la chose ne colle pas au mot ; quand la chose est quelque chose de parfaitement vrai, d’engageant, alors on tourne autour, on verse dans un lyrisme allusif à la gomme. Non, ce n’est pas « tuberculose » qu’elle avait dit, mais Raentgen, et ce que je me disais ce n’était pas « tuberculose » mais « maladie » ou « catastrophe ».
Cette maladie met le grappin sur lui et ne plus le lâcher. Cela le fatigue énormément mais il a toujours en lui le rêve de voyage. Il passe quelques mois dans des sanatoriums, à Silkeborg et à Buizingen, pour combattre la maladie.
L’année 1951 est aussi, pour Christian Dotremont, l’année de sa rencontre avec Bente Wittenburg. C’était un 19 avril, au soir. Dès cet instant et jusqu’à la fin de sa vie, il ne peut l’oublier. Elle est son « entreprise passionnelle de longue haleine » comme en témoigne l’entête de certaines de ses lettres. La fin d’un de ses logogrammes, datant de 1971, rappelle le moment de leur première rencontre :
« [...]puis sans y penser je danse puis lentement ma danse devient la seule danse que j’ai jamais dansée, c’était avec Gloria, c’était à Copenhague la tête dans sa chevelure c’était en 1951 c’était une sorte de valse et la patronne revient et je bois du thé et je dors et dormant je danse encore à ne pas mourir ».
Fort présente dans son œuvre, on la retrouve sous le nom d’Ulla dans son roman La Pierre et l’oreiller ou encore de Gloria dans ses logogrammes. D’ailleurs, Christian Dotremont avoue dans son logogramme commençant par les mots « J’écris à Gloria » que son but est « de séduire Gloria par mes logogrammes mêmes ».
Dans sa correspondance, Gloria (parfois appelée Danoise) est mentionnée à plusieurs reprises. Ils se retrouvent notamment en 1977 lors d’un séjour au Danemark, plus précisément à Helsingor, durant lequel Christian Dotremont se sent revivre. Il le décrit d’ailleurs très bien dans sa lettre à Suzy Embo :
« Oui, c’est ici comme un rêve, un bonheur réel mais exceptionnel, pour Gloria et moi émoi, un bonheur dont nous ne « réalisons » pas tout le temps la réalité. Bonheur dont nous avns terriblement besoin et désir. Dont nous avons encore et aurons toujours besoin et désir ».
Mais, tout ne dure qu’un temps et Christian Dotremont le sait car dans cette même lettre il dit aussi : « Tout est devenu – redevenu magnétique dans ma vie ici dans notre vie, au moins pour le temps prévu ».
C’est en 1956 que Christian Dotremont fait son premier voyage en Laponie. C’est une véritable révélation pour lui, une expérience profonde. « Je suis allé en Laponie, - quelle aventure merveilleuse ! Je pense y aller encore ». Il y passera d’ailleurs plusieurs séjours, de Jokkmokk à Karasjok en passant par Ivalo : « jamais je n’avais avalé tant d’espace ». Il reviendra à chaque fois vers sa Laponie avec une grande joie dans le cœur comme l’indique cette lettre de 1961 : « À Ivalo, j’ai retrouvé la merveilleuse auberge lapone où j’avais passé le Noël de 1956, et cette fois aussi je me suis presque perdu dans la neige profonde, je m’y suis enfoncé jusqu’au cœur… ». Son goût pour la solitude se renforce car comme Christian Dotremont le dit lui-même : « Après avoir été, trop longtemps, « animateur » j’ai été comme poussé à la solitude ». Il retrouve cette solitude en Laponie où il peut y avoir « des jours et des jours de silence, puis une brusque conversation sur l’été, qui maintenant est arrivé ».
« Je me suis fait de la solitude un moyen, une méthode, j’allais dire une raison. Je suis comme un moine athée et voyageur ».
Christian Dotremont est, en effet, un grand voyageur dans l’âme. Une valise à la main et le voilà parti. La valise, cet objet qui a une signification et une importance certaine dans sa vie. Elle lui permet d’emmener toutes sortes d’objets, que ce soient des objets personnels ou du travail. Plusieurs sont reliées à des souvenirs, comme la valise CoBrA achetée à Copenhague ou encore celle achetée à Vejrum, village natal de Jorn. « J’aime m’entourer, me servir d’objets qui ont quelque lien avec un lieu, une époque, quelqu’un de ma vie. Partout je porte un musée à la fois utile et sentimental ». Il voit également la valise en tant qu’objet mais il va au-delà de sa fonction classique en s’en servant comme d’un siège ou d’une table.
« Mon grand plaisir, c’est de m’asseoir et de me dire : je vais partir ».
Du Danemark, il dit dans une lettre : « Il est difficile, ici, de croire tout à fait au réel ; la lumière scandinave irréalise tout. J’aime le Danemark pour ça, et puis pour le bonheur qu’il s’est construit et qu’il partage si volontiers avec les étrangers ». Toutefois, de tous ces voyages, c’est le village d’Ivalo qui le marque le plus. Il le considère comme son village, il s’y sent en effet comme chez lui. Les Lapons l’accueillirent avec « une gentillesse, une générosité sans apprêt ni apparat, timides, presque brutales ». Il n’oublie pas pour autant son village natal, Tervuren : « Cependant, j’aime mon village natal, et c’est ici que je trace mes logogrammes, si inspirés qu’ils soient par la Laponie », les logogrammes, cette écriture inventée par Christian Dotremont en 1962.
« Quand j’arrive à Ivalo, en Laponie finlandaise, j’ai l’impression d’être vivant dans une éternité, d’être éternel dans la vie, dans deux villages qui pour moi sont un seul univers infini par leurs différences et par leurs ressemblances, et par moi qui les unis dans mon cœur, et – par diverses écritures – dans ma poésie ».
En effet, Christian Dotremont continue ses expérimentations et, en 1962, il réussit à atteindre son objectif qui est « l’unité d’inspiration verbale-graphique » en inventant les logogrammes. Il confie dans une lettre à Bourgoignie : « Tu sais que j’expérimente ce que j’appelle des logogrammes : ce sont des graphismes, en fait des manuscrits originaux, de courts textes poétiques. Près de la reproduction du graphisme doit figurer le texte en clair ».
Sur ses logogrammes, il sort deux ouvrages : Logogrammes I (1964) et Logogrammes II (1965). Il publie également, en 1974, le Logbook qui rassemble un choix de logogrammes.
En 1963, il fonde la revue Strates qui arrête de paraître en 1966, après sept numéros.
La même année, et donc un an après l’invention des logogrammes, Christian Dotremont trace ses premiers logoneiges, comme Emprunte mes empreintes (1976) ou encore Serpent de neige sifflant au soleil (1976) et logoglaces. Ce sont en réalité des logogrammes tracés à l’aide d’un bâton dans la neige ou la glace. « Le logoneige étant constitué de l’empreinte graphique du poète dans la neige, secondée et pérennisée par la trace photographique ».
En 1969, c’est la première exposition des logogrammes seuls, à la Galerie Maya à Bruxelles.
En 1972, Luc de Heusch réalise un court métrage (14 minutes) sur Christian Dotremont. Il s’intitule : Dotremont-les-logogrammes. Pierre Alechinsky, avec qui il s’est réconcilié, participa à la réalisation du scénario. On y retrouve Christian Dotremont en train de réaliser des logogrammes. De son film, dont il n’est pas très enthousiaste, il dit dans sa correspondance « Le mien manque de références à Cobra, il a de bien d’être naturel ». Participe à la Biennale de Venise, au pavillon belge avec P. Alechinsky. Première exposition à New-York.
Dans les dernières années de sa vie, il a toujours la santé fragile (hépatite, trouble respiratoire, etc.). Ce n’est pas pour autant qu’il ne travaille plus : il participe à des expositions (dont celles pour les trente ans de CoBrA) personnelles ou collectives, trace des logogrammes et logoneiges. Il réalise son dernier (et douzième !) voyage vers la Laponie un an avant sa mort.
Christian Dotremont décède le 20 août 1979, à l’âge de 56 ans, au sanatorium Rose de la Reine à Buizingen. Avant de s’y rendre, il passe par Tervuren, pour voir une dernière fois la maison de retraite Pluie de roses où il fut pensionnaire volontaire (en 1969 pendant quelques années) et où il réalisa de nombreux logogrammes. Il émit son dernier souffle entouré de sa famille et de ses amis. « De sa part, attentions pour les autres, derniers sourires, paroles, gestes. ». Il laisse derrière lui une œuvre importante, un héritage, une trace.

## Les logogrammes
Avec les logogrammes, Dotremont invente un nouveau système d’écriture. Il arrive de cette manière à rallier écriture et peinture dans une seule composition. C’est de là que lui vient le nom de peintre de l’écriture. Les logogrammes sont des poèmes peints spontanément qui tendent à déformer les lettres de l’alphabet latin. Par la spontanéité du geste qui informent le trait d'encre appliqué au pinceau, Dotremont parvient à personnaliser l’écriture alphabétique. Cette démarche a pour effet d’accentuer la plasticité des signes scripturaux.
Pour Christian Dotremont, il ne faut pas savoir lire ses logogrammes mais plutôt les voir dans leur dimension graphique, matérielle. Le plus souvent, le texte des logogrammes se retrouve en dessous, au crayon, à l’écriture régulière. Cela nous permet d’en comprendre le sens, mais seulement après l’avoir vu.
Entre 1962 et 1979, Dotremont réunit un certain nombre de logogrammes en albums et réalise également de longs logogrammes continus en vue de leur publication : Logbook (1974), J’écris donc je crée (1978) et Logbookletter (1979).

## Œuvres
- "Ce petit pays si beau...", poème, La Revue Belge, Bruxelles, 1940.
- Ancienne éternité, poème - Ed. La Poésie est là, (sans lieu) 1940.
- Souvenirs d'un jeune bagnard, poème de 1937 édité par la NRB, Nouvelle Revue Belge, 1941.
- Le corps grand ouvert, L'aiguille aimantée n°2, Anvers, 1941.
- Noués, comme une cravate, dessin de O. Dominguez, La main à plume, Paris, 1941.
- Oleossoonne ou le moment spéculatif, Les grands moyens, Louvain, 1943.
- La Reine des murs, Les grands moyens, Louvain, 1943.
- Lettres d'amour, Les Pages libres de la Main à Plume n°11, illustration de René Magritte, Paris, 1943.
- Quand un homme parle des hommes, Le Serpent de mer, Louvain, 1944
- Les deux Sœurs (trois numéros), Bruxelles, 1946.
- La Mathématiques du ténu, La Boëtie, Bruxelles, 1946.
- Bulletin international du surréalisme révolutionnaire, Bruxelles, 1948.
- Le réalisme socialiste contre la révolution, 1950
- Jambages au cou, avec des dessins de Corneille, Cobra, Amsterdam, 1950
- Les développements de l'oeil, Point de repère n°I , Galerie Saint-Laurent, Bruxelles, 1950
- Les grandes choses, aquarelles de B.Wittenburg, Le premier pas, Paris, 1953
- Hors blanc, litho de K. Appel, Bruxelles et Paris,1957
- La pierre et l'oreiller, Gallimard, 1955
- Vues, Laponie, dessins de Alechinsky, Appel, Corneille, Jorn, Paris, 1957
- Petite géométrie fidèle, lithos de Corneille, Paris, 1958
- Fagnes, dessins de S. Vandercam, Bruxelles, 1958
- Digue, photographies de O. Schellekens, 1959
- La reine des murs écrit en 1942, lithographies d'Alechinsky, Galerie de France, Paris, 1960
- La Chevelure des choses, dessins-mots de Jorn, préface d'Alechinsky, Galerie Rive Gauche, Paris, 1961
- Ancienne éternité, réédition avec des burins de Raoul Ubac, Maeght, Paris, 1962
- Moi qui j'avais , illustré par Alechinsky, Girard, Paris, 1961
- Logogrammes I, Strates, Tervuren, 1964
- Jorn leve, Tervuren, 1964
- Logogrammes II, Strates, Tervuren, 1965
- 10, rue de la Paille, Bruxelles, 1968
- Ltation exa tumulte et différents poèmes, 1970
- Typographismes I, exposition personnelle à la Galerie de France, Paris, 1971.
- De loin aussi d'ici, Editions, Bruxelles,1973
- Logbook, Yves Rivière, Paris, 1974
- J'écris donc je crée, Ziggurat, Anvers,1978
- Logbookletter, éditions, Duneen, Irlande, 1979
- Christian Dotremont, Isabelle, La Pierre d'Alun, 1985, 124 p., ill. de Pierre Alechinsky, Serge Vandercam, Pol Bury, Carl-Henning Pedersen, Jacques Doucet et al., cul-de-lampe de Maryvonne Collot, « d'après un objet populaire danois ayant appartenu à Christian Dotremont ».
- Ancienne éternité et autres textes, Éditions Unes, 2021
- La reine des murs, ill. de Pierre Alechinsky, Éditions Fata Morgana, Saint-Clément-de-Rivière, 2022.

## Filmographie
- Calligraphie japonaise, film de P. Alechinsky, texte écrit par Ch. Dotremont, 1957
- Un autre monde, film de S. Vandercam, scénario et texte de Ch. Dotremont, 1958
- Le site brutal (1959) de Jean Delire, court métrage sur la désaffection industrielle, avec un poème de Christian Dotremont
- Dotremont-les-logogrammes (1972) de Luc de Heusch, 14 minutes.
- Christian Dotremont est coscénariste de Perséphone (1951), le seul film du groupe CoBrA.